# 馬塞爾·伊翰
馬塞爾·伊翰（Marsel İlhan，1987年6月11日—）是一位乌兹别克裔土耳其職業網球運動員。

## 外部連結
- 馬塞爾·伊翰（英文/西班牙文）的官方資料
- 馬塞爾·伊翰的國際網球總會 職業／青少年 官方資料（英文）
- 馬塞爾·伊翰的官方資料（英文）